# Filmski in televizijski montažer
Filmski in televizijski montažer je oseba, ki upravlja s filmsko ali video montažo. Sestavi posnetke v končni izdelek in je odgovoren za kompozicijo posnetkov (dramsko strukturo) in ritem v izdelku. Režiserju pomaga najti najboljše montažne rešitve, dober montažer pa zna rešiti tudi slabo posneto gradivo. Pri montaži filma ima montažer pomočnike, ki mu pomagajo sinhronizirati sliko z zvokom in dokončati film v laboratoriju.